# Brighton (Alabama)
Brighton é uma cidade localizada no estado americano do Alabama, no Condado de Jefferson.

## Demografia
Segundo o censo americano de 2000, a sua população era de 3640 habitantes. 
Em 2006, foi estimada uma população de 3391, um decréscimo de 249 (-6.8%).

## Geografia
De acordo com o United States Census Bureau tem uma área de 3,6 km², sem área coberta por água. Brighton localiza-se a aproximadamente 225 m acima do nível do mar.

## Localidades na vizinhança
O diagrama seguinte representa as localidades num raio de 8 km ao redor de Brighton. 